# Suchan Kinoshita
Suchan Kinoshita (Tokio, 9 november 1960) is een beeldend kunstenaar. Ze groeide, met een Duitse moeder en een Japanse vader op in Japan. Kinoshita woont en werkt in Brussel.

## Opleiding en loopbaan
In 1981 kwam Kinoshita naar Keulen waar zij tot 1985 aan de Hochschule für Musik und Tanz muziek studeerde. Ze kreeg er les van de hedendaags componist Maurizio Fagel.
Van 1983 tot 1992 was zij verbonden aan het Theater am Mariënplatz in Krefeld, waar zij acteerde, regisseerde en rekwisieten maakte.
In de jaren 1988 tot 1990 studeerde zij aan de Jan van Eyck Academie in Maastricht en in het begin van de jaren negentig trad zij naar voren als beeldend kunstenaar met de tentoonstellingen De Fabriek, in Eindhoven (NL) en Open für N in Krefeld.
In 1994/1995 nam Kinoshita deel aan het internationale studio programma MOMA PS 1 in New York.
Van1998 tot 2003 was Kinoshita verbonden als docent en adviserend onderzoeker aan het Postgraduate programma van de Jan van Eyck Academie in Maastricht.
Sinds 2006 werkt zij als docent aan de Kunstakademie in Münster waar zij ook plaatsvervangend rector is.

## Werk en thematiek
Kinoshita is opgegroeid tussen twee verschillende culturen en is opgeleid in verschillende artistieke disciplines. In haar werk komen elementen uit haar achtergrond in de experimentele muziek en het theater samen. Met haar performances en installaties, die bijna allemaal uitgesproken interdisciplinair zijn, laat Kinoshita het alledaagse in een andere vorm zien. Kinoshita spreekt zelf in dit verband over 'publieksverschuivingen'.
Een voorbeeld hiervan is het project Luidspreker Plug In #14 in het Van Abbemuseum in Eindhoven dat in 2007 tentoongesteld werd. In een doorgang ziet de toeschouwer een luidspreker met de afmeting van een privé sauna. Uit de luidspreker klinkt een zachte stem die verhalen in verschillende talen door elkaar in een nauwelijks te ontwaren stroom woorden uitspreekt. In deze kakofonie van geluiden kan de toeschouwer soms enkele woorden verstaan.
Een variatie op bovengenoemd kunstwerk is een performance waarbij de kunstenaar in het midden zit met aan iedere kant naast zich een spreker, die sprekers fluisteren tegelijkertijd verschillende verhalen in haar oor. Kinoshita probeert dat wat zij hoort en kan verwerken uit te spreken. Deze performance werd ook gebruikt in een documentaire die in 2013 door de VPRO over Kinoshita gemaakt werd.
Tijdens Art Basel in 1998 stelde Kinoshita een bouwwerk ten toon dat bestond uit twee identieke, lege ruimtes. Een toeschouwer die één van de ruimtes binnenloopt ziet tegenover de deur aan de wand een bordje met daarop de tekst 'als je dit leest gaat de deur achter je dicht, hij gaat weer open als iemand de andere ruimte binnengaat'. Kinoshita zegt hier zelf over dat dit kunstwerk met gemengde gevoelens werd ontvangen omdat bezoekers zich gevangen voelden en de afhankelijkheid van anderen als een probleem ervoeren.
Naast vele solo tentoonstellingen heeft Suchan Kinoshita deelgenomen aan meer dan 90 internationale groepstentoonstellingen.

## Selectie uit solo- en groepstentoonstellingen
- 2019 Freedom - The Fifty Key Dutch Artworks Since 1968, Museum de Fundatie, Zwolle (NL)
- 2016 Behind the curtain, Kunstpalast, Düsseldorf (DE)
- 2014 Tokonoma, Ludlow 38, Goethe Institut, New York (US) - solo tentoonstelling
- 2012 Beyond Imagination - Stedelijk Museum, Amsterdam (NL)
- 2011 Impossible Community - Moscow museum of modern art, Moskou (RU)
- 2010 Today Art Museum, Beijing (CN)
- 2010 COMMA 25, Bloomberg Space, Londen (GB) - solo tentoonstelling
- 2007 Luidspreker Plug In#14, Van Abbemuseum, Eindhoven (NL) - solo tentoonstelling
- 2007 8e Biennale de Sharjah, Dubai (AE)
- 2002 Eerste huwelijk, MuHKA, Antwerpen, (BE) - solo tentoonstelling
- 2000 0031-43-3438746, Shiseido Gallery, Tokio (JP) - solo tentoonstelling
- 1998 Statement Art 29, Art Basel (CH)
- 1997 Voorstelling, Stedelijk van Abbemuseum, Eindhoven (NL) - solo tentoonstelling
- 1997 Truce: Echoes of art in an Age of Endless Conclusions, Site, Santa Fé (US)
- 1996 Manifesta 1, Rotterdam (NL)
- 1995 Among Others, Biennale, Venetië (IT)
- 1995 Orientation, 4th International Biennale, Istanbul (TR)
- 1992 Huid in Hout, Fodor Museum, Amsterdam (NL)
- 1991 Open für N, Theater am Marienplatz, Krefeld (DE) -solo tentoonstelling
- 1991 De Fabriek, De Fabriek, Eindhoven (NL) - solo tentoonstelling

## Prijzen
- 2010 Winnaar van de Fine Arts Prize of Das Kuratorium der Kunststoffindustrie, Duitsland
- 1992 Winnaar van de Prix de Rome